# ریک تونن
ریک تونن (انگلیسی: Rik Toonen؛ زادهٔ ۲۱ مهٔ ۱۹۵۴) بازیکن واترپلو اهل پادشاهی هلند است.